# Zofia Abramowicz (filolog rosyjski)
Zofia Abramowicz – polska naukowiec, profesor dr habilitowany filologii rosyjskiej, językoznawstwa i onomastyki.

## Kariera naukowa
- 1979 – doktor nauk humanistycznych; nadanie stopnia – Uniwersytet Warszawski, rejestracja stopnia – Uniwersytet w Białymstoku;
- 1994 – doktor habilitowany nauk humanistycznych (językoznawstwo); nadanie stopnia – Uniwersytet Warszawski, rejestracja stopnia – Uniwersytet w Białymstoku;
- 2006 – profesor nauk humanistycznych; rejestracja tytułu – Uniwersytet w Białymstoku.

## Praca naukowo-dydaktyczna
Od 1 października 1997 do 30 września 2019 była zatrudniona przez Uniwersytet w Białymstoku. Od 2020 członek Komisji Onomastycznej Polskiej Akademii Nauk.

## Publikacje
- Z. Abramowicz, J. Ławski, K. Rutkowski: Chrześcijańskie dziedzictwo duchowe narodów słowiańskich: literatura, język, kultura, historia. Wydawnictwo Temida 2, 2019. ISBN 9788365696298[1].